# Acrossus impressiusculus
Acrossus impressiusculus är en skalbaggsart som beskrevs av Leon Fairmaire 1888. Acrossus impressiusculus ingår i släktet Acrossus och familjen Aphodiidae. Inga underarter finns listade i Catalogue of Life.